# Jan Willem Kersbergen
Jan Willem Kersbergen (Delft, 29 oktober 1857 – Amsterdam, 28 december 1937) was een Nederlands pianist, componist, maar vooral muziekpedagoog.
Hij was zoon van organist en klokkenist van de Delftse Nieuwe Kerk Pieter Kersbergen en Ariaantje Bubbezon. Hijzelf was getrouwd met Antje van der Goot.
Hij kreeg zijn opleiding aan de Muziekschool Den Haag, vooral tot pianist. In plaats van een loopbaan te kiezen als pianosolist werd hij pedagoog. Het ging muzielessen geven in Groningen (1875-1880), Zaandam (1880-1890) en daarna in Amsterdam. Hij was tevens langdurig dirigent van zangvereniging Euterpe in Zaandam, een functie die hij in 1910 neerlegde (eervol ontslag). Van 1910 tot 1914 vormde hij een pianokwartet met violist Jan Vel, altist Simon van Adelberg en cellist Isaäc Mossel. Van 1912 tot 1923 schreef hij recensies voor de voorloper van Het nieuws van den Dag.
Een van zijn leerlingen is Henriëtte Bosmans.
Werklijst:
- opus 1: Drie preludes en fuga’s voor orgel
- opus 3: Thema en variaties voor piano (opgedragen aan Carel Wirtz)
- opus 4: Sonate voor piano en viool (opgedragen aan Joseph Cramer)
- opus 5: Thema en variaties voor twee piano’s
- opus 6: Pianokwartet in C majeur (piano, viool, altviool en cello) (Berlin Verlag von Ries & Erler; opgedragen aan Antonie Jacobus Ackerman)
  - I: Allegro moderato; II: Adagio con espressione; III Tempo I; IV: Allegro con spirito
- opus 7: Sonate voor cello (Alsbach & Co, 1928; opgedragen aan Henriëtte Bosmans  en Frieda Belinfante)
  - I: Deciso; II: Adagio ma non troppo; III:Allegro commodo
- opus 8: Sonatine voor fluit (Alsbach & Co)
  - I: Allegro ma non troppo; II:Andante con espressione; III:Allegro molto